# Pangasianodon hypophthalmus
Pangasianodon hypophthalmus (Sauvage, 1878), conosciuto comunemente come pangasio, è un pesce osseo d'acqua dolce appartenente alla famiglia Pangasiidae.

## Distribuzione e habitat
È endemico dei bacini del Mekong, del Chao Phraya e del Mae Klong, in Thailandia, Cambogia, Laos e Vietnam. È stato introdotto con acclimatazione in numerosi stati dell'Asia meridionale tra cui Birmania e Bangladesh. Popola le acque dei grossi fiumi ed effettua lunghe migrazioni stagionali per la riproduzione, durante la stagione dei monsoni (maggio-luglio), quando i fiumi invadono le pianure alluvionali di Thailandia, Vietnam e Cambogia.

## Descrizione
P. hypophthalmus presenta un corpo allungato e compresso lateralmente, con testa affusolata e appiattita longitudinalmente e occhi grandi, posizionati nella metà inferiore del capo. La bocca è ampia, armata di denti piccoli ma affilati e provvista di 2 paia di barbigli: un paio, più brevi, sulla mascella e due sulla mandibola. La pinna dorsale è breve e alta, appuntita, seguita da una piccola pinna adiposa. Le pinne pettorali sono più grandi delle ventrali, la pinna anale è lunga e la pinna caudale fortemente forcuta. Gli adulti hanno livrea uniformemente grigia, spesso con riflessi verdastri o argentei, e una fascia scura nella pinna anale e nei due lobi della caudale, mentre il ventre è biancastro. I giovani esemplari presentano due bande scure longitudinali, una lungo la linea laterale e una immediatamente sotto, sempre con ventre chiaro.
La taglia massima nota è di 130 cm, il peso massimo pubblicato è di 44 kg.

## Biologia

### Riproduzione
La riproduzione avviene tra marzo e agosto, gli adulti risalgono i fiumi durante il periodo dei monsoni fino alla parte alta e torrentizia del corso. La deposizione delle uova avviene in zone caratterizzate dall'alternanza di banchi sabbiosi, di rocce e di pozze più profonde. Le uova sono appiccicose e aderiscono alle radici delle piante acquatiche. Quando il livello delle acque si abbassa sia i riproduttori che i nuovi nati affrontano una nuova migrazione verso valle.

### Alimentazione
Il pangasio ha dieta onnivora: preda pesci e invertebrati ma si nutre anche di materia vegetale.

## Pesca

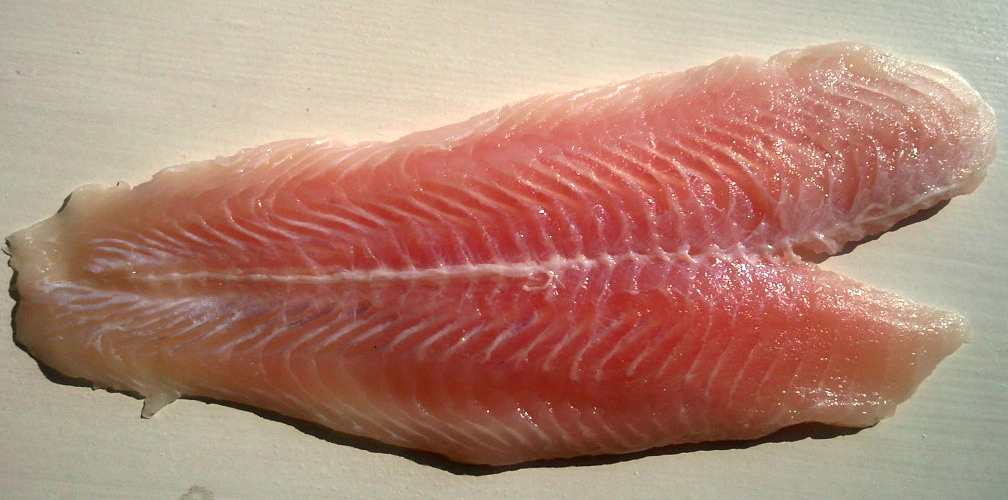
Filetto di pangasio

La pesca di questa specie è stata per secoli un'importante risorsa nel Sud-est asiatico continentale ma a partire dagli anni 2000, in seguito alla rarefazione delle popolazioni naturali, questa specie ha iniziato ad essere allevata intensivamente in impianti di itticoltura. Attualmente è una delle specie ittiche più importanti per la piscicoltura dell'area. Tutto il ciclo produttivo viene effettuato in cattività senza essere più dipendente, come in passato, dal rifornimento di giovanili catturati in natura. I Paesi che producono le maggiori quantità sono Vietnam, Thailandia, Cambogia, Laos, Birmania, Bangladesh e Cina. Le carni del pangasio si stanno diffondendo anche in Europa e in Italia dove arriva sotto forma di filetto congelato. In Italia è stato oggetto di uno studio da parte dell'Istituto Nazionale di Ricerca per gli Alimenti e la Nutrizione, che ha riscontrato che «rispetto alla maggior parte delle specie di acquacoltura nazionale, ha un valore alimentare minore».

## Acquariofilia
La crescita è rapida e l'allevamento negli acquari domestici, anche di grandi dimensioni, è sconsigliato, pertanto è possibile tentare l'allevamento solo dei giovani, in un acquario con base superiore a 150 cm, in gruppi di almeno 5 esemplari.

## Conservazione
Sebbene questa specie sia molto comune negli allevamenti le popolazioni naturali sono considerate dalla IUCN come in pericolo di estinzione. Le catture in natura sono diminuite del 68% dal 1980 in Cambogia e fino al 90% nel fiume Tonle Sap. Le cause della rarefazione sono dovute alla forte sovrapesca e alle alterazioni dell'ambiente. Essendo la specie molto prolifica le popolazioni potrebbero ricostituirsi rapidamente quando le cause di minaccia venissero a cessare, come testimoniato dal rapido, ma transitorio aumento della specie in Cambogia quando un gran numero di giovanili fu rilasciato in natura in seguito all'instabilità politica nel Paese.